# Cronologia anulării alegerilor prezidențiale în România, 2024
La 24 noiembrie 2024 au avut loc alegeri prezidențiale în România, turul I. Un al doilea tur trebuia să aibă loc la 8 decembrie 2024. La 6 decembrie 2024, Curtea Constituțională a României (CCR) a anulat rezultatele primului tur al alegerilor și a cerut reorganizarea procesului electoral în întregime. 
Aceasta este o cronologie a anulării / amânării alegerilor prezidențiale în România din 2024:

## Duminică, 24 noiembrie
Au loc alegeri prezidențiale în România, turul I. Pe locul 1 se află Călin Georgescu, urmat de Elena Lasconi.

## Luni, 25 noiembrie
Marcel Ciolacu a demisionat de la președinția PSD, pentru că a sperat că va fi finalist al alegerilor prezidențiale, dar a obținut locul al treilea, după ce Elena Lasconi l-a depășit cu 2.742 de voturi. Nicolae Ciucă a demisionat de la conducerea PNL, pentru că a obținut cel mai mic scor electoral al liberalilor în ultimii 34 de ani la alegerile prezidențiale: 8,79%, adică 811.952 de voturi obținute la nivel național din cele 9.242.198 voturi valabil exprimate.
Klaus Iohannis a reacționat după ce Călin Georgescu a fost propulsat de TikTok în turul al doilea al alegerilor și a afirmat că nu a primit informări de la servicii despre ingerințe externe în procesul electoral.

## Marți, 26 noiembrie
Victoria lui Georgescu în primul tur al alegerilor a trimis o undă de șoc spre aliații din NATO. Analiști și politicieni au considerat că România ar putea submina puterea blocului continental dacă virează spre est. Elena Lasconi a cerut o alianță pro-NATO și pro-UE în lupta cu Călin Georgescu. În prima declarație publică a lui  Georgescu, acesta a vorbit în public, fără a răspunde la întrebările adresate de presă.

## Miercuri, 27 noiembrie
Președintele Klaus Iohannis a convocat o ședință a CSAT pentru joi, 28 noiembrie 2024, la Palatul Cotroceni.

## Joi, 28 noiembrie
Curtea Constituțională a României a cerut renumărarea voturilor în urma unei cereri de anulare a votului făcută de Cristian Terheș.
Are loc o ședință a CSAT, Klaus Iohannis a primit informații din partea SRI, SIE, STS și Ministerul Afacerilor Interne. CSAT a acuzat TikTok că i-a acordat „tratament preferențial” lui Georgescu.
Autoritatea Electorală Permanentă (AEP) a sesizat Parchetul și Poliția pentru a verifica modul de finanțare a campaniei electorale a lui Călin Georgescu, care a raportat la AEP zero cheltuieli electorale.

## Vineri, 29 noiembrie
Camera de Comerț Americană în România, Camera de Comerț și Industrie Româno-Germană, Asociația Oamenilor de Afaceri din România, Camera de Comerț Belgia Luxemburg – Romania Moldova, Camera de Comerț Britanico-Română, Confederația Patronală Concordia și Fundația Romanian Business Leaders fac un apel, printr-un comunicat de presă, la mobilizarea mediului politic pentru menținerea României pe traiectoria pro-UE și pro-NATO pe care Romania s-a angajat după căderea comunismului în 1989.
A început votul în diaspora pentru alegerile parlamentare.

## Duminică, 1 decembrie
Au loc alegeri parlamentare în România.

## Luni, 2 decembrie
Curtea Constituțională a României a anunțat luni seară că a validat primul tur al alegerilor prezidențiale, după ce a cerut renumărarea tuturor celor peste 9,4 milioane de voturi.
Marian Enache, președintele CCR: „În cadrul examenului de constituționalitate privind respectarea procedurii pentru alegerea președintelui României, conferind efectivitate competențelor înscrise în Constituția României, precum respectului votului popular exprimat în primul tur al alegerilor prezidențiale din anul 2024, judecătorii constituționali au hotărât, cu unanimitate de voturi, respingerea ca neîntemeiată a contestației candidatului Cristian Terheș. Totodată, Curtea a hotărât, în unanimitate: 1) confirmarea și validarea rezultatului alegerilor pentru funcția de președinte al României din primul tur de scrutin din data de 24 noiembrie 2024; 2) organizarea celui de-al doilea tur de scrutin pentru alegerea președintelui României în ziua de duminică, 8 decembrie 2024, la care vor participa domnul Călin Georgescu și doamna Elena Lasconi”.

## Miercuri, 4 decembrie
CCR a decis să respingă sesizările pentru anularea primului tur, deoarece termenul legal de depunere a fost depășit (în termen de cel mult 3 zile de la încheierea votării, cel mai târziu la data de: 10 decembrie 2024, ora 24.00, conform art 133, HG 1061/2024).
După ce au fost desecretizate documentele din urma ședinței CSAT, au fost făcute 4 sesizări conform cărora alegerile au fost influențate de actori externi. Sesizările au fost făcute de publicația Calea Europeană, Institutul Național pentru Studiul Totalitarismului din cadrul Academiei Române și Școala Națională de Studii Politice și Administrative.
Matthew Miller, Purtător de Cuvânt al Departamentului de Stat al SUA, a dat o declarație de presă în care afirmă că: Suntem îngrijorați de raportul Consiliului Suprem de Apărare a Țării (CSAT) privind implicarea Rusiei în activități cibernetice maligne menite să influențeze integritatea procesului electoral din România. Informațiile menționate în raport ar trebui să fie pe deplin investigate pentru a asigura integritatea procesului electoral din România[...] Progresul României de ancorare în comunitatea transatlantică, câștigat cu greu, nu poate fi întors de actori străini care încearcă să îndepărteze politica externă a României de alianțele sale occidentale. Orice astfel de schimbare ar avea un impact negativ serios asupra cooperării SUA cu România în domeniul securității, în timp ce o decizie de restricționare a investițiilor străine ar descuraja companiile americane să continue să investească în România.

## Joi, 5 decembrie
Se preconiza o luptă strânsă în turul II între Elena Lasconi și Călin Georgescu.
Are loc un protest cu mii de oameni în Piața Universității, un miting pro-Europa.

## Vineri, 6 decembrie
Alegeri prezidențiale sunt anulate de Curtea Constituțională a României.
Alegerile prezidențiale (turul 2) au început în diaspora. Peste 15.000 de persoane au votat după anunțul CCR privind anularea alegerile prezidențiale.
Curtea Constituțională a României a publicat motivarea deciziei prin care a anulat alegerile prezidențiale și a decis ca procedura sa se reia de la zero: că procesul electoral privind alegerea Președintelui României a fost viciat pe toată durata desfășurării lui și în toate etapele de multiple neregularități și încălcări ale legislației electorale care au distorsionat caracterul liber și corect al votului exprimat de cetățeni și egalitatea de șanse a competitorilor electorali, au afectat caracterul transparent și echitabil al campaniei electorale și au nesocotit reglementările legale referitoare la finanțarea acesteia. Toate aceste aspecte au avut un efect convergent de esconsiderare a principiilor esențiale ale alegerilor democratice.
Lidera USR, Elena Lasconi, a transmis un scurt mesaj pe pagina ei de Facebook, în care a afirmat că va continua să apere democrația și că nu va renunța la „lupta cea dreaptă pentru a îndrepta” ceea ce „a distrus un sistem corupt în 35 de ani”.
Călin Georgescu a făcut apel vineri seară la BEC și AEP ca să „respecte democrația” și să lase ca „votul să se desfășoare” în continuare, pentru că decizia CCR de anulare a alegerilor prezidențiale, deși obligatorie, „nu există nicio sancțiune pentru nepunerea acesteia în aplicare”.

## Reacții și urmări
La o săptămână după anularea alegerilor prezidențiale, autoritățile române nu au prezentat public nici o probă a implicării Rusiei sau altui stat în procesul electoral, iar Ministerul de Externe nu a informat public despre vreun protest oficial față de Rusia.
Istoricul și jurnalistul francez Benoît Bréville a publicat un editorial în Le Monde diplomatique în care afirmă că „În întreaga lume, liderii experimentaseră deja multe metode de a ocoli voința alegătorilor: ignorarea verdictului urnelor prin impunerea unui tratat respins prin referendum, folosirea stratagemelor instituționale pentru a se agăța de putere în ciuda unei înfrângeri, inventarea acuzațiilor de fraudă pentru a păta legitimitatea unui candidat... Dar niciodată, într-o țară democratică, milioane de buletine de vot nu au fost șterse în acest fel.”
 România: Președintele interimar Ilie Bolojan a anunțat de la Palatul Cotroceni, la 28 februarie 2025, că a trimis o înștiințare către toate instituțiile abilitate pentru a primi mai multe informații despre motivele care au dus la anularea alegerilor. Doar Ministerul Public a răspuns că există mai multe dosare în lucru.
Asociația Pentru Apărarea Drepturilor Omului în România – Comitetul Helsinki nu este de acord cu decizia CEDO din 6 martie 2025, pronunțată în cauza nr. 37327/24 (completul de 3 judecători) care a respins, ca inadmisibilă, o cerere formulată în legătură cu anularea alegerilor prezidențiale din România, din anul 2024.
Traian Băsescu a atacat dur decizia de anulare a alegerilor și susține că acesta este, de fapt, motivul problemelor în relația România cu SUA. Acesta spune că nu există niciun dubiu că la vârful țării s-a pus în aplicare un plan elaborat pentru a justifica anularea fără probe a alegerilor prezidențiale. El avertizează că există riscul ca unele state să nu recunoască rezultatul alegerilor prezidențiale din mai 2025.

### Sondaj IRES
Într-un sondaj IRES realizat în perioada 17 – 20 decembrie 2024 prin telefon, 60% dintre respondenți consideră că anularea alegerilor prezidențiale a fost o decizie proastă a  Curții Constituționale a României. Dintre cei care ar fi mers în turul 2 să voteze, 37% ar fi votat cu Lasconi, iar 63% cu Georgescu. Volumul eșantionului a fost de 964 respondenți, iar eroarea maximă tolerată este de 3,2%.

### Reacții internaționale
Polonia: Andrzej Duda, președintele Poloniei, a declarat la 5 februarie 2025 pentru Kanal Zero că, dacă alegerile prezidențiale din Polonia vor fi anulate ca în România, va fi necesar să „apere” rezultatul scrutinului prin proteste, dacă cineva „manipulează” rezultatele. Președintele a sugerat că Comisia Europeană a intervenit în procesul electoral din România și că încearcă să facă același lucru și în Polonia.
 Rusia: Ambasadorul rus Vladimir Lipaev a declarat în februarie 2025 că „dovezile implicării Statelor Unite ale Americii în alegerile din România sunt de netăgăduit” și că „Rusia nu a influențat în niciun fel alegerile prezidențiale din România, iar asta este evident pentru orice om rațional”.
 SUA: J.D. Vance, vicepreședinte al SUA a declarat în februarie 2025 la Munchen că „Am ajuns în punctul în care situația s-a degradat într-atât, încât, în decembrie, anul trecut, România a anulat alegerile prezidențiale bazându-se pe suspiciunile puțin fondate ale unui serviciu de informații și ca urmare a presiunilor enorme exercitate de partenerii europeni. După cum am înțeles eu, campania de dezinformare condusă de Rusia a influențat campania electorală. Poți crede că e greșit ca Rusia să finanțeze campanii pe rețelele sociale care să influențeze alegerile, noi credem că într-adevăr este greșit. Poți să condamni această acțiune pe scena internațională, dar dacă democrația poate fi distrusă cu câteva sute de mii de dolari investite în campanii online de o putere străină, atunci nu vorbim de o democrație puternică”. Discursul său a stârnit reacții vehemente în Europa. După ce a fost amânată aplicarea programului Visa Waiver pentru România, Ambasada Statelor Unite la București a repostat mesajul vicepreședintelui JD Vance, prin care critica anularea alegerilor prezidențiale din 2024.
 SUA: Tulsi Gabbard, al 8-lea director al informațiilor naționale (DNI), a declarat: „Am auzit foarte clar în timpul discursului vicepreședintelui Vance de la München, diferite exemple despre modul în care acești parteneri europeni și aliați de lungă durată, în multe cazuri, implementează de fapt politici care subminează democrația, ceea ce arată că nu cred de fapt în vocile oamenilor care sunt auziți și pun în aplicare politici anti-libertate. Vedem asta în Marea Britanie [sau la] alegerile din România”.